# Chandolas
Chandolas är en kommun i departementet Ardèche i regionen Auvergne-Rhône-Alpes i sydöstra Frankrike. Kommunen ligger  i kantonen Joyeuse som ligger i arrondissementet Largentière. År 2022 hade Chandolas 545 invånare.

## Befolkningsutveckling
Antalet invånare i kommunen Chandolas
Referens: INSEE